# József Katona (Schwimmer)
József Katona (* 12. September 1941 in Eger, Königreich Ungarn; † 26. Dezember 2016 in Südafrika) war ein ungarischer Schwimmer. Er gewann bei Europameisterschaften je eine Gold-, Silber- und Bronzemedaille.

## Sportliche Karriere
Bei den Europameisterschaften 1958 in Budapest gewann Katona die Silbermedaille über 1500 Meter Freistil, als er sieben Sekunden nach dem Briten Ian Black anschlug. Gegenüber dem drittplatzierten Gennadi Androssow aus der Sowjetunion wies Katona einen Vorsprung von 17 Sekunden auf. Auch über 400 Meter Freistil siegte Ian Black. Katona wurde Fünfter mit 5,4 Sekunden Rückstand auf den Drittplatzierten. Seine zweite Medaille gewann Katona mit der 4-mal-200-Meter-Freistilstaffel. Hinter den Teams aus der Sowjetunion und aus Italien wurden Gyula Dobay, György Müller, Imre Nyéki und József Katona Dritte mit vier Sekunden Rückstand auf die Italiener und fast drei Sekunden Vorsprung auf die viertplatzierte Staffel aus der DDR.
In Rom bei den Olympischen Spielen 1960 fand zunächst der Wettbewerb in der 4-mal-200-Meter-Freistilstaffel statt. György Müller, László Lantos, Gyula Dobay und József Katona fehlten als Vorlaufzehnten zwei Sekunden zum Finaleinzug. Als Neunter des Vorlaufs über 400 Meter Freistil verpasste Katona den Endlauf sogar um nur 0,3 Sekunden. Lediglich über 1500 Meter Freistil schwamm Katona in Rom ins Finale. Dort war er zwar bester Europäer, hatte aber 13 Sekunden Rückstand auf den drittplatzierten George Breen aus den Vereinigten Staaten.
Zwei Jahre später bei den Europameisterschaften 1962 in Leipzig erreichte Katona den achten Platz über 400 Meter Lagen. Über 1500 Meter Freistil gewann er den Titel mit sechs Sekunden Vorsprung vor dem Spanier Miguel Torres. 1964 bei den Olympischen Spielen in Tokio schied Kantona über 400 Meter Freistil als 13. der Vorläufe aus. Über 1500 Meter Freistil wurde Kantona Achter und war damit wie 1960 bester Europäer. Die 4-mal-200-Meter-Freistilstaffel mit Gyula Dobay, Csaba Ali, György Kosztolánczy und József Katona schwamm im Vorlauf die elftschnellste Zeit. 1965 gewann Katona bei der Universiade in Budapest die Bronzemedaille über 400 Meter Freistil.
Katona schwamm für den Schwimmclub Eger, der allerdings seinen Namen während Katonas Karriere mehrfach wechselte. Er gewann insgesamt 13 ungarische Meistertitel. Daneben spielte er Wasserball beim Wasserballverein in Eger und wurde insgesamt 17-mal für ein Länderspiel berufen. 1972 gewann Katona mit Eger den ungarischen Pokal gegen Ferencváros. Katona war von Beruf Sportlehrer und wurde später Präsident des Schwimmclubs Eger.